# 松潘矮泽芹
松潘矮泽芹（学名：Chamaesium thalictrifolium）是伞形科矮泽芹属的植物，是中国的特有植物。分布于中国大陆的四川、甘肃、云南等地，生长于海拔3,500米至4,040米的地区，常生于山坡路旁或草丛，目前尚未由人工引种栽培。